# Tannaz Tabatabaei

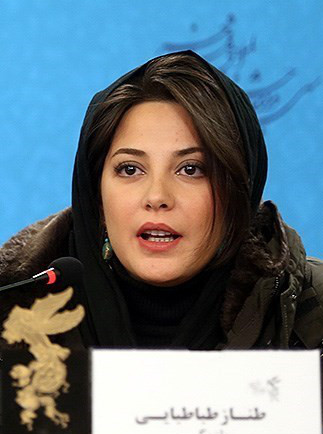
Tannaz Tabatabaei

Tannaz Tabatabaei Ghomi (persisch  طناز طباطبایی قمی; geboren am 10. Mai 1983) ist eine iranische Schauspielerin.
Tabatabaei ist Absolventin der Islamischen Azad-Universität, Standort Teheran. Sie arbeitet sowohl als Film- als auch als Bühnenschauspielerin.

## Filmografie

### Film
- 2003: Aida, I Saw Your Father Last Night
- 2007: Four Finger
- 2008: Tehrani Boy
- 2008: Shirin
- 2009: Tehran Tehran
- 2010: Slave
- 2011: Orange Suit
- 2013: Hush! Girls Don't Scream
- 2015: Crazy Rook
- 2016: Delighted
- 2017: Villa Dwellers
- 2020: Sun Children
- 2020: Drown
- 2022: Without Her
- 2022: The Rebel

### Fernsehen
- 2000: The Sacrifice
- 2001: Youth
- 2006: Dar Chashm-e Baad, IRIB TV1
- 2007: Pecker, IRIB TV1
- 2007: The Forbidden Fruit, IRIB TV2
- 2009: Open Parenthesis
- 2013: The Red Hat

## Auszeichnungen
Tabatabaei erhielt verschiedene Auszeichnungen, darunter zwei Kristall-Simorgh auf dem Internationalen Fajr-Filmfestival in Teheran für ihre Auftritte in Drown (2020) und Without Her (2022). Für ihre Rolle im Film „Hiss Dokhtarha Faryad Nemizanand“ (Hush! Girls Don’t Scream) hat sie 2013 die Auszeichnung als beste Schauspielerin beim Women’s Independent Film Festival in Los Angeles bekommen.